# Várong
Várong ist eine ungarische Gemeinde im Kreis Dombóvár im Komitat Tolna.

## Lage
Várong liegt im äußersten Westen des Komitats nahe dem höchsten Punkt des Äußeren Somogy. Über den bewaldeten Höhenzug führen nur wenige Wege und Várong liegt genau am nördlichen Ende einer Straße. Die nächstgelegene Stadt ist Igal im Komitat Somogy (10 km), während es verwaltungstechnisch unter das gut 20 km entfernte Dombóvár fällt.

## Geschichte
Im Zeitalter des Königs Stephan I. des Heiligen (ungar. Szent István) wird erstmals in dem Tal, in dem Várong liegt, ein Posten der  königlichen waregische Garde erwähnt. Die Bezeichnung Várong soll sich von diesem Posten herleiten. Der Name Várong wird dann im Jahre 1138 in einer Schenkungsurkunde genannt, mit der König Béla II.  der Abtei Dömös das Dorf zum Geschenk machte. Während der Türkenherrschaft blieb Várong kontinuierlich bewohnt. Von 1563 bis 1631 war das Dorf auch unter der türkischen Herrschaft nachweislich kontinuierlich bewohnt. In der Zeit der Kuruzen-Aufstände jedoch wurde es aufgegeben. 1734 gab es Várong wieder als selbständige Gemeinde. Seit seinen Anfängen lag Várong im Komitat Somogy. Zwischen 1743 und 67 wurde die Grenze bereinigt. So wurde die Lage des Dorfes abschließend bestimmt. In der Periode von 1750 bis 1759 wurde die barocke Kirche gebaut, die 1775 dem Heiligen Johannes Nepomuk geweiht wurde. Im Jahre 1802 kehrte der Orden der Piaristen nach Várong zurück und nahm den Gutshof der Domherren wieder in Besitz. Fortan hat ein Teil der Einwohner auf dem Gut seinen Lebensunterhalt verdient. Im Jahr 1907 gab es in der damaligen Kleingemeinde Várong 68 Häuser und 475 Einwohner auf einer Fläche von 1152  Katastraljochen. In den letzten Jahrzehnten musste sich das Dorf vor dem Bevölkerungsschwund schützen.

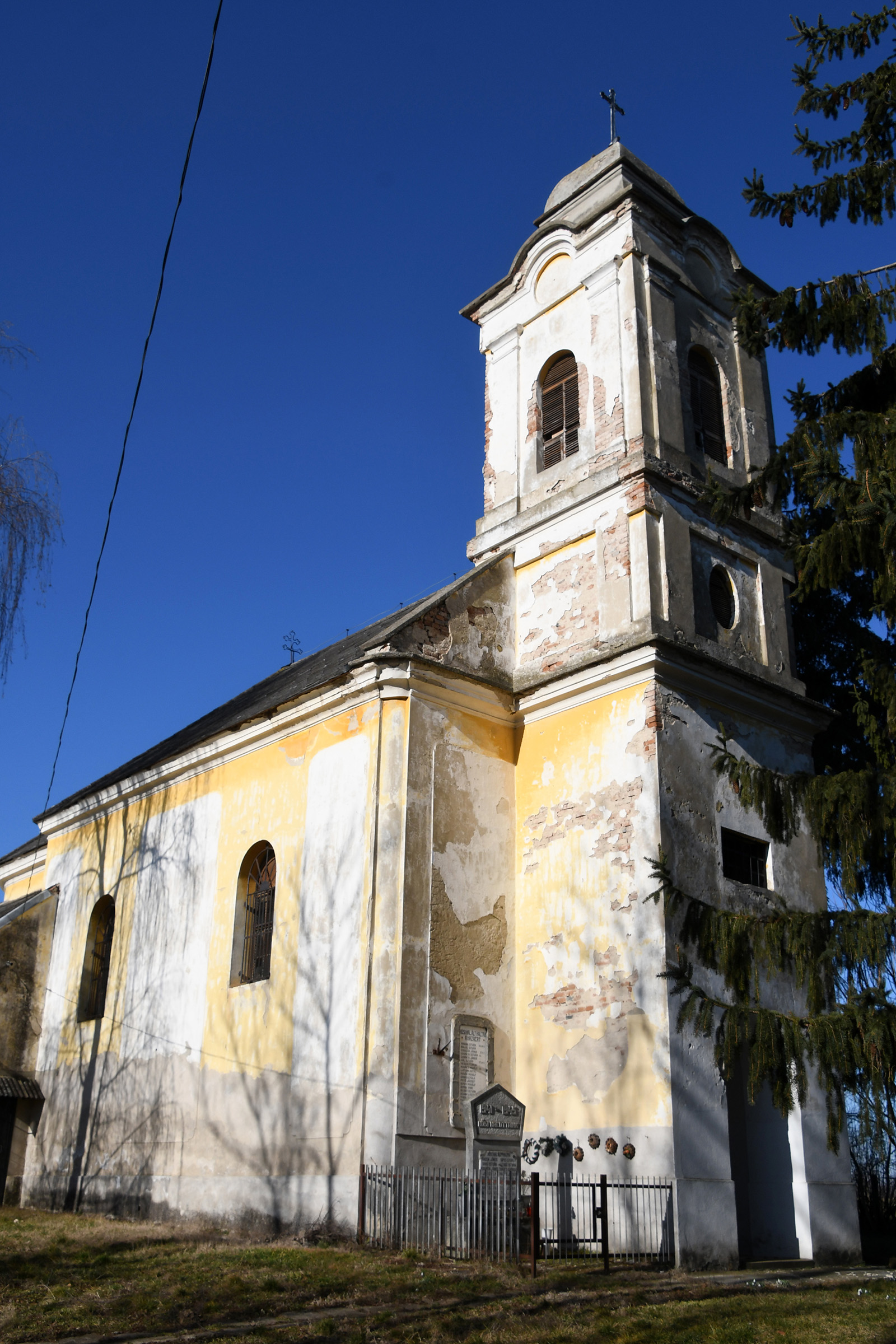
Römisch-katholische Kirche Nepomuki Szent János
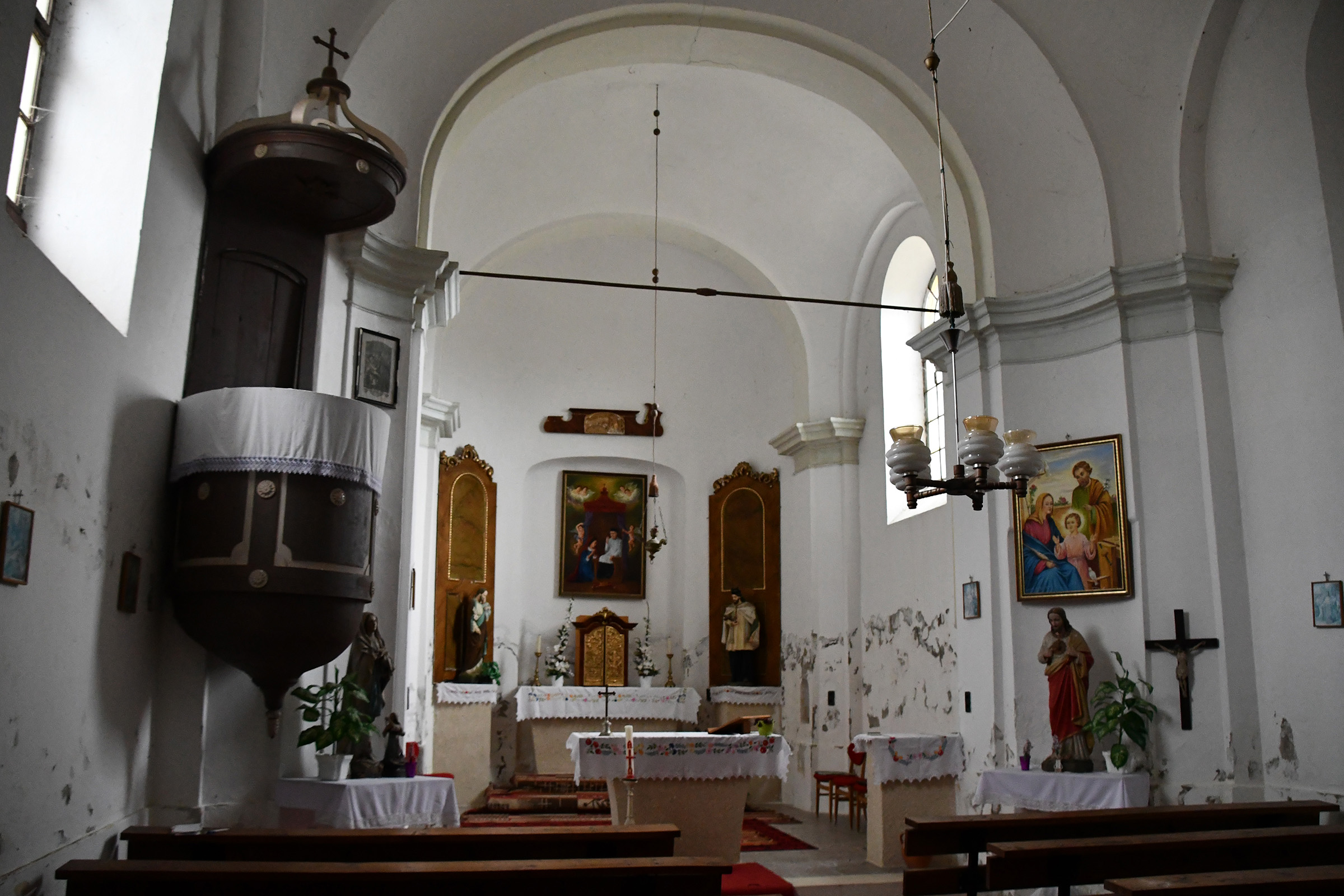
Innenraum der Kirche
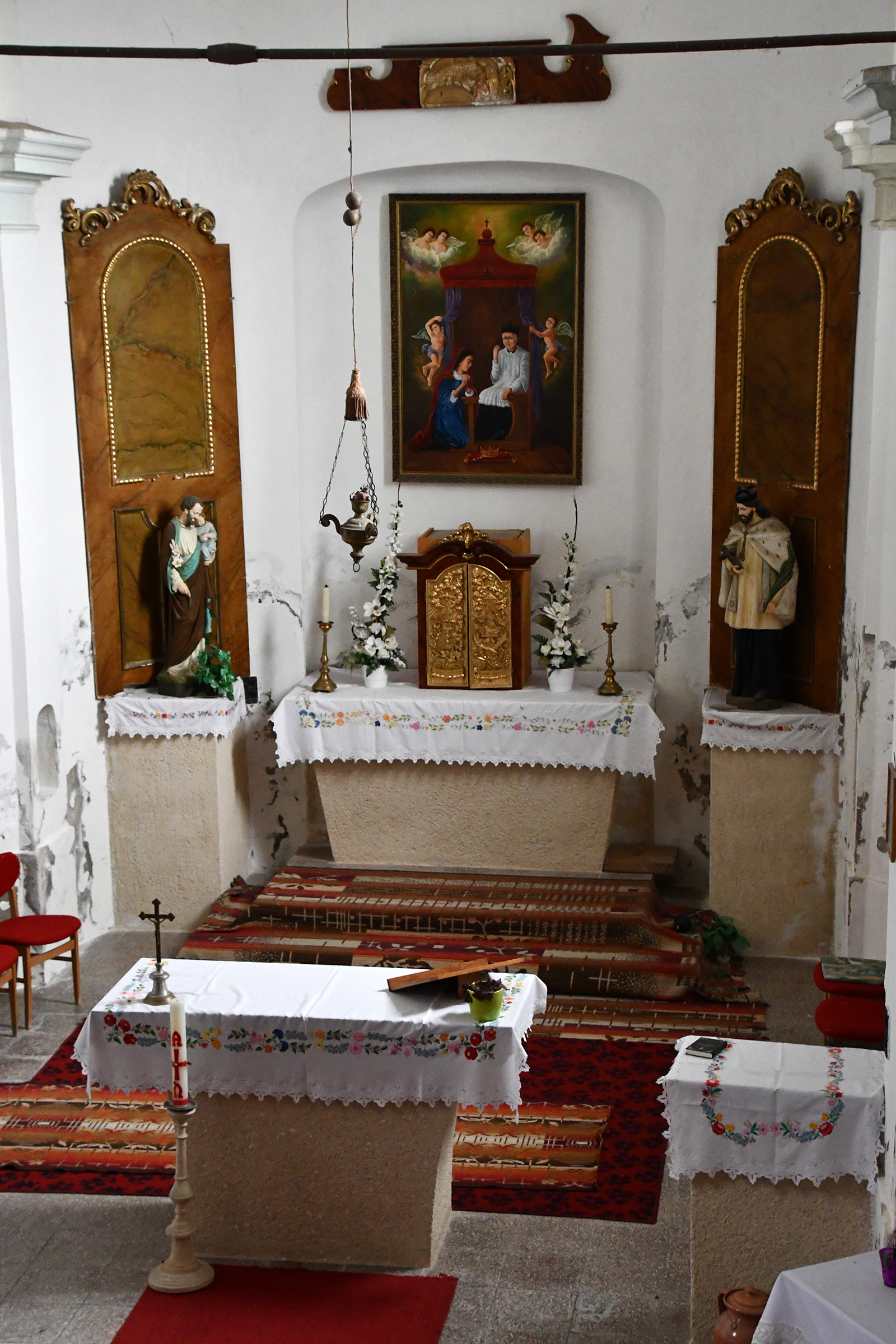
Blick auf den Altar der Kirche
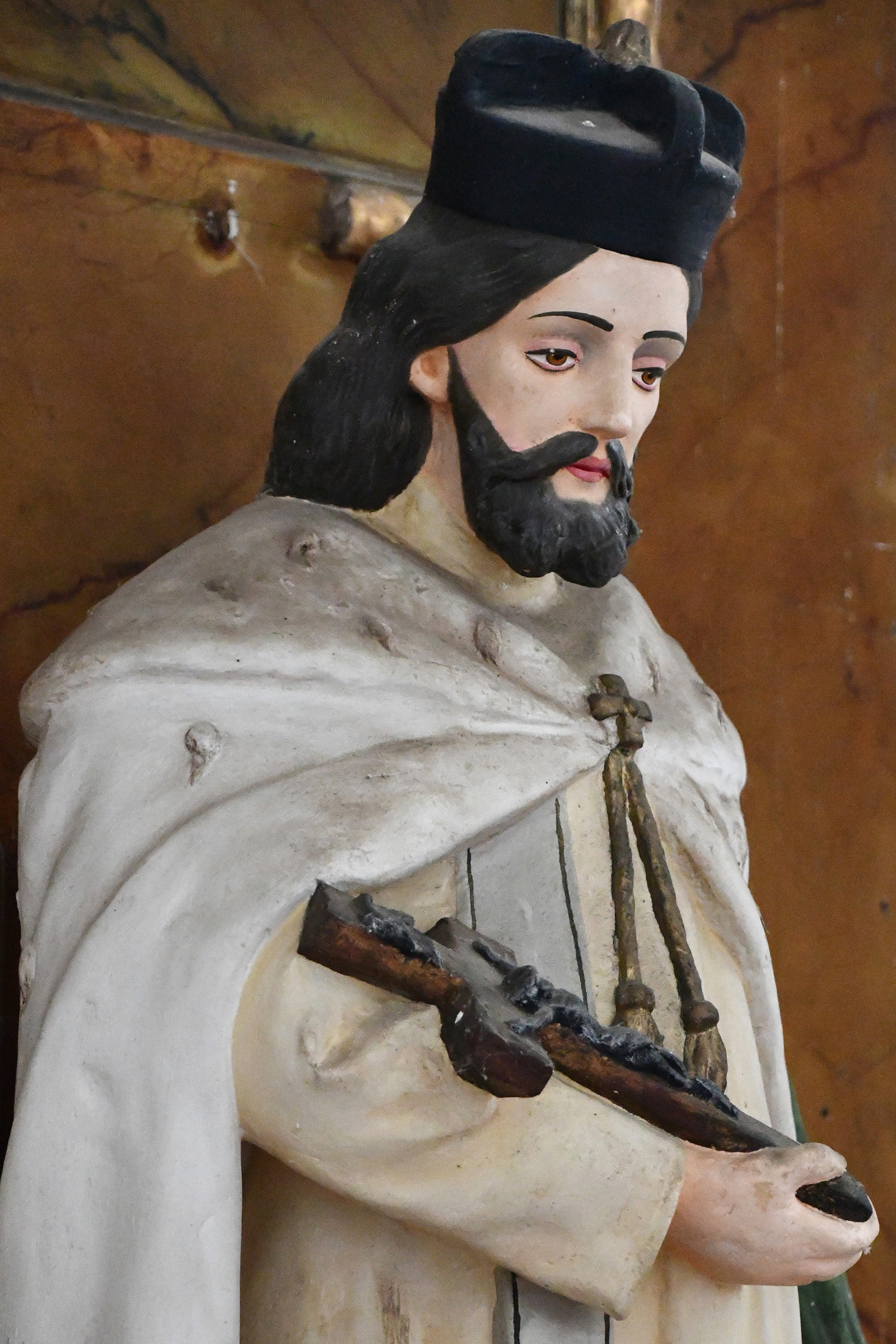
Nepomuki-Szent-János-Statue

## Gegenwart
Im Jahr 2021 gab es in Várong 87 Wohnhäuser und 97 Einwohner. Die Zahlen erlauben jedoch keinen Rückschluss auf die Bewohneranzahl je Haus, da sich viele Immobilien im Eigentum von Ausländern befinden, die sich nur zeitweilig in Várong aufhalten und damit von der Statistik nicht erfasst werden. Siehe auch Tourismus.

## Wirtschaft und Verkehr
In Várong sind nur wenige Firmen ansässig. Größter Arbeitgeber ist die Agrotour Kft, der Nachfolger der landwirtschaftlichen Produktionsgenossenschaft. Diese bewirtschaftet den größten Teil der über 431 ha agrarischen Flächen in Várong. Weitere in Várong ansässige Arbeitgeber sind eine Baufirma, eine Pension und ein Lebensmittelgeschäft. Várong ist über die Straßen 65155 und 6507 mit dem Nachbarort Lápafő verbunden. Von dort aus über die gut ausgebaute Landstraße 6517 und die Hauptstraße Nr. 61 mit der Bezirksstadt Dombóvár. Öffentliche Verkehrsanbindung erfolgt mit Linienbussen, die in der Woche mit neun Busparen Várong als Endhaltestelle anfahren. Die Busse fahren jeweils zum Hauptbahnhof in Dombóvár.

## Tourismus
Várong ist beliebtes Ziel für den Dorftourismus, neben der bereits erwähnten Pension im Gebäude des örtlichen Rathauses werden auch Ferienhäuser zur Miete angeboten. Gerade Städter aus dem Ausland verbringen laut Bürgermeister Brunner in Várong ihren Urlaub, nicht wenige hätten im Ort sogar ein Häuschen gekauft. In der Mitte des Dorfes steht eine barocke Kirche, am Rand des Waldes befinden sich die Weinberge, im nahen Igal und in Dombóvár-Gunaras ist jeweils ein Thermalbad. Rund um Várong und benachbarte Orte führt ein ausgeschilderter Radwanderweg.

## Persönlichkeiten
Als bekannte Persönlichkeit ist Lajos Takács (1921–1985) zu nennen, der in der Fő utca (Hauptstraße) 17 geboren wurde. Lajos Takács wurde bekannt durch seine Tätigkeit als Völkerkundler. Als Bauernsohn stammte er selbst aus der ländlichen ungarischen Kultur, die er wissenschaftlich untersuchte. An seinem Geburtshaus erinnert eine Tafel an ihn.